# Kreismuseum Zons

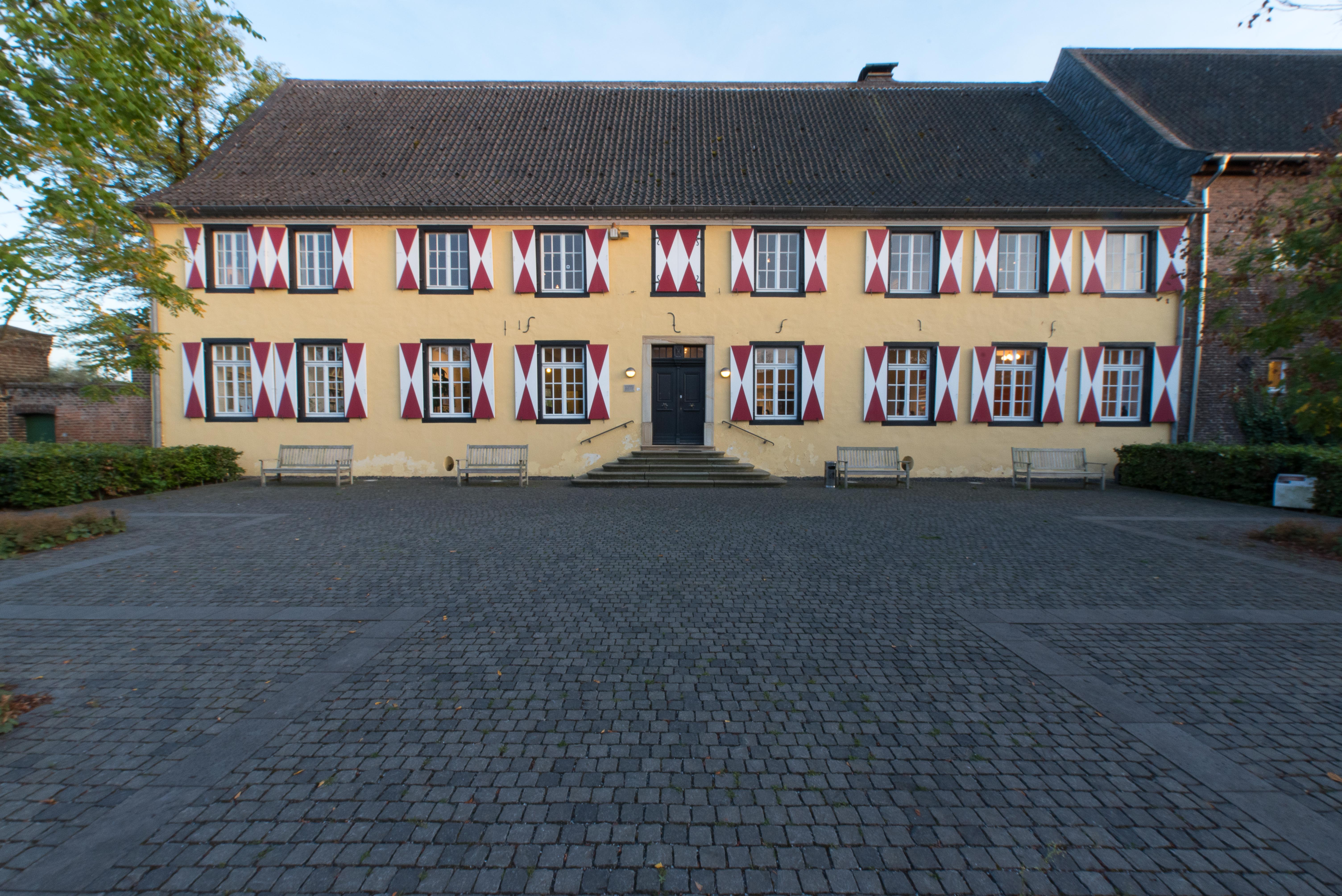
Vorderansicht Kreismuseum Zons (2016)

Das Kreismuseum Zons ist ein Museum im Dormagener Stadtteil Stadt Zons im nordrhein-westfälischen Rhein-Kreis Neuss.

## Allgemeines

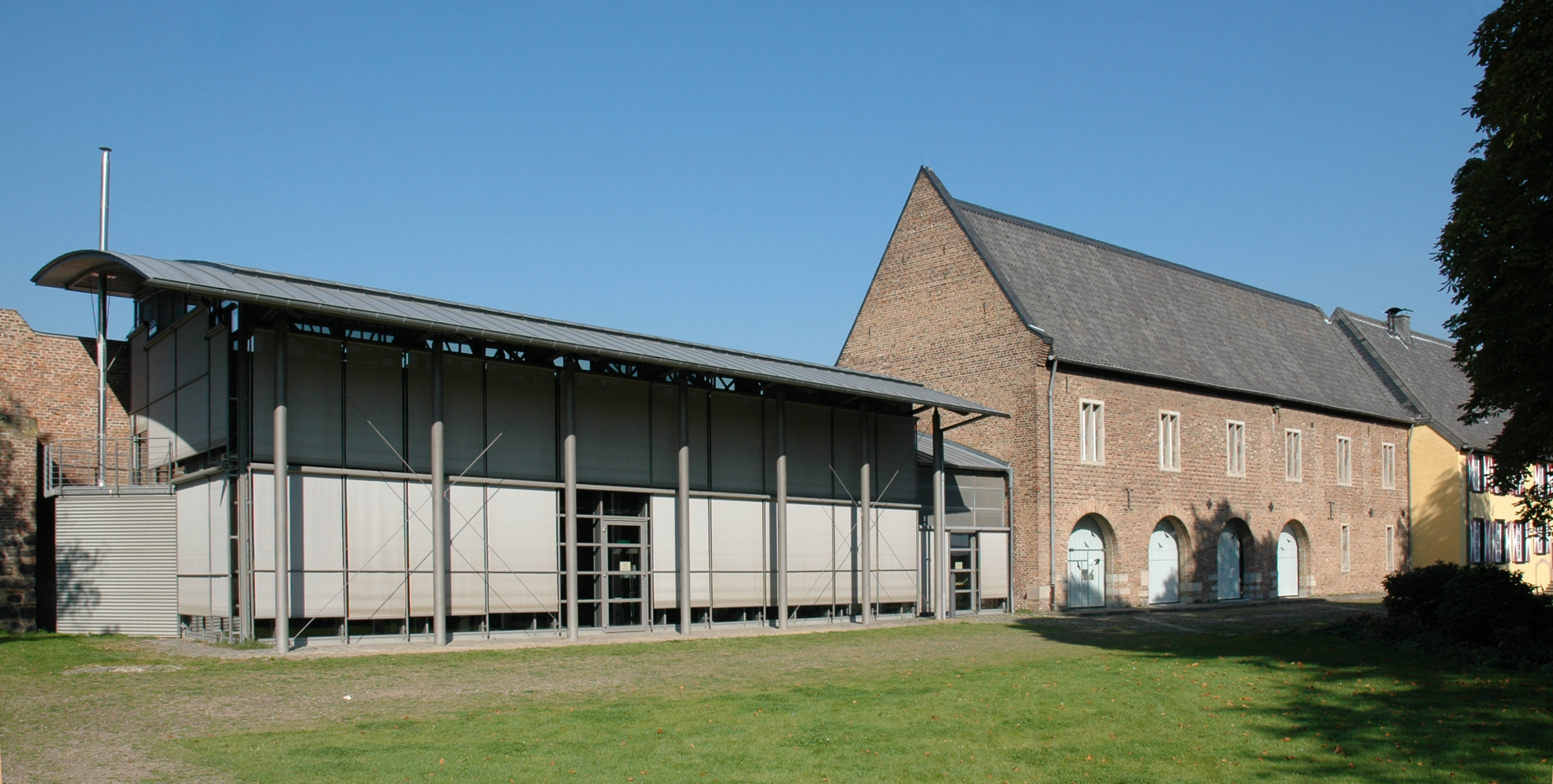
Museum mit Neubau (2011)

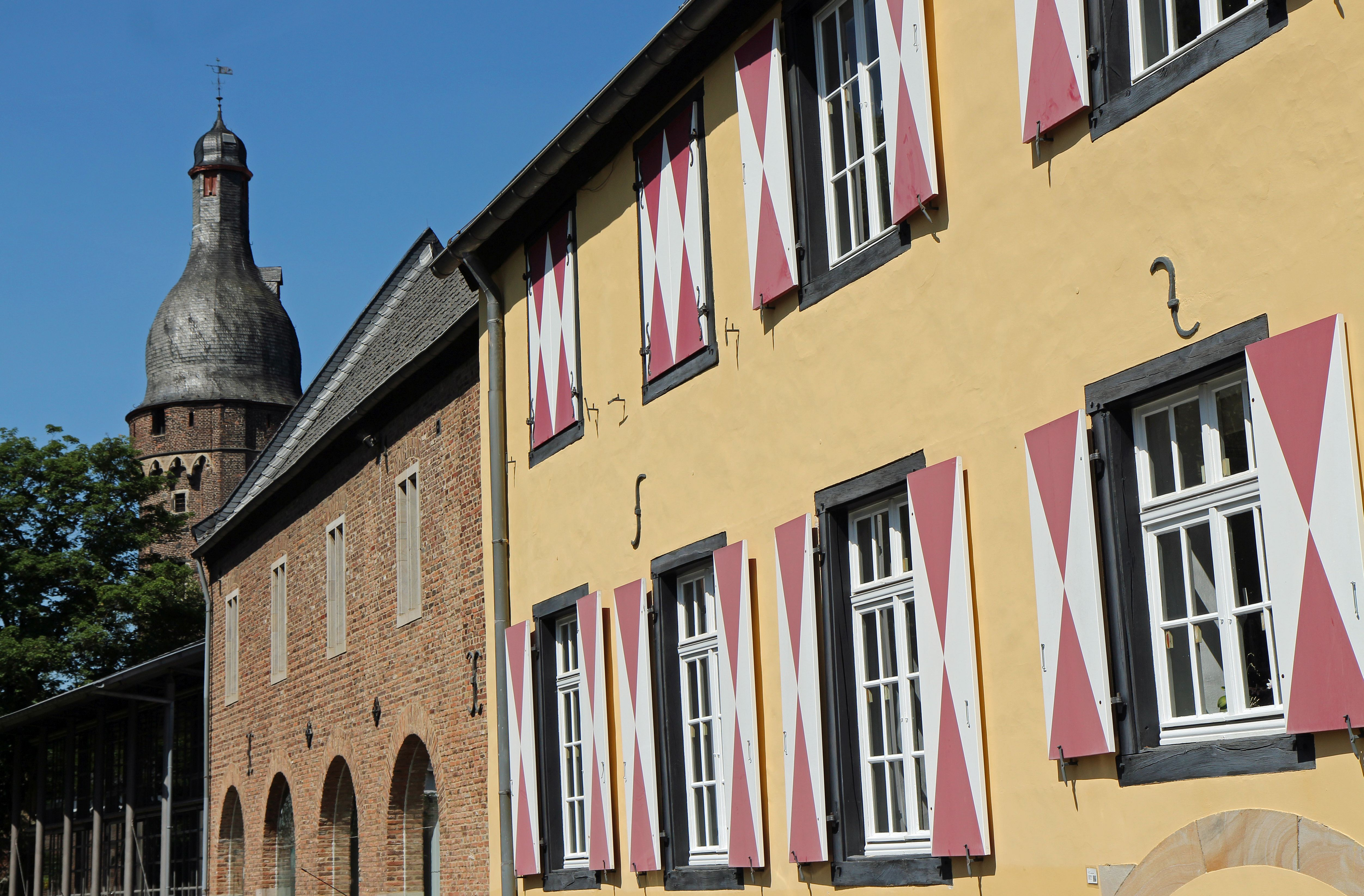
Gebäude des Kreismuseums, rückwärtige Ansicht (2000)

Das Kreismuseum ist Teil des Kulturzentrums Zons des Rhein-Kreises Neuss, zu dem auch das Internationale Mundartarchiv „Ludwig Soumagne“ sowie das Archiv im Rhein-Kreis Neuss gehören. Die Einrichtungen des Kulturzentrums befinden sich auf dem Areal der Burg Friedestrom. Im Herrenhaus der Burg ist seit 1972 das Kreismuseum beheimatet. Die Räumlichkeiten und Gebäudeteile wurden seitens des Rhein-Kreis Neuss im Jahr 1970 erworben und im Anschluss aufwändig restauriert und umgebaut. In starkem Gegensatz zu den mittelalterlichen Bauten steht der Neubau des Museums, der 2010 errichtet wurde. Dieser Gebäudeteil grenzt unmittelbar an alte Substanz und wurde an die alte Burgmauer angebaut. Er verbindet moderne Architektur mit dem mittelalterlichen Ensemble. Im Neubau wird die Dauerausstellung Zinn des Jugendstils gezeigt.

## Sammlungen

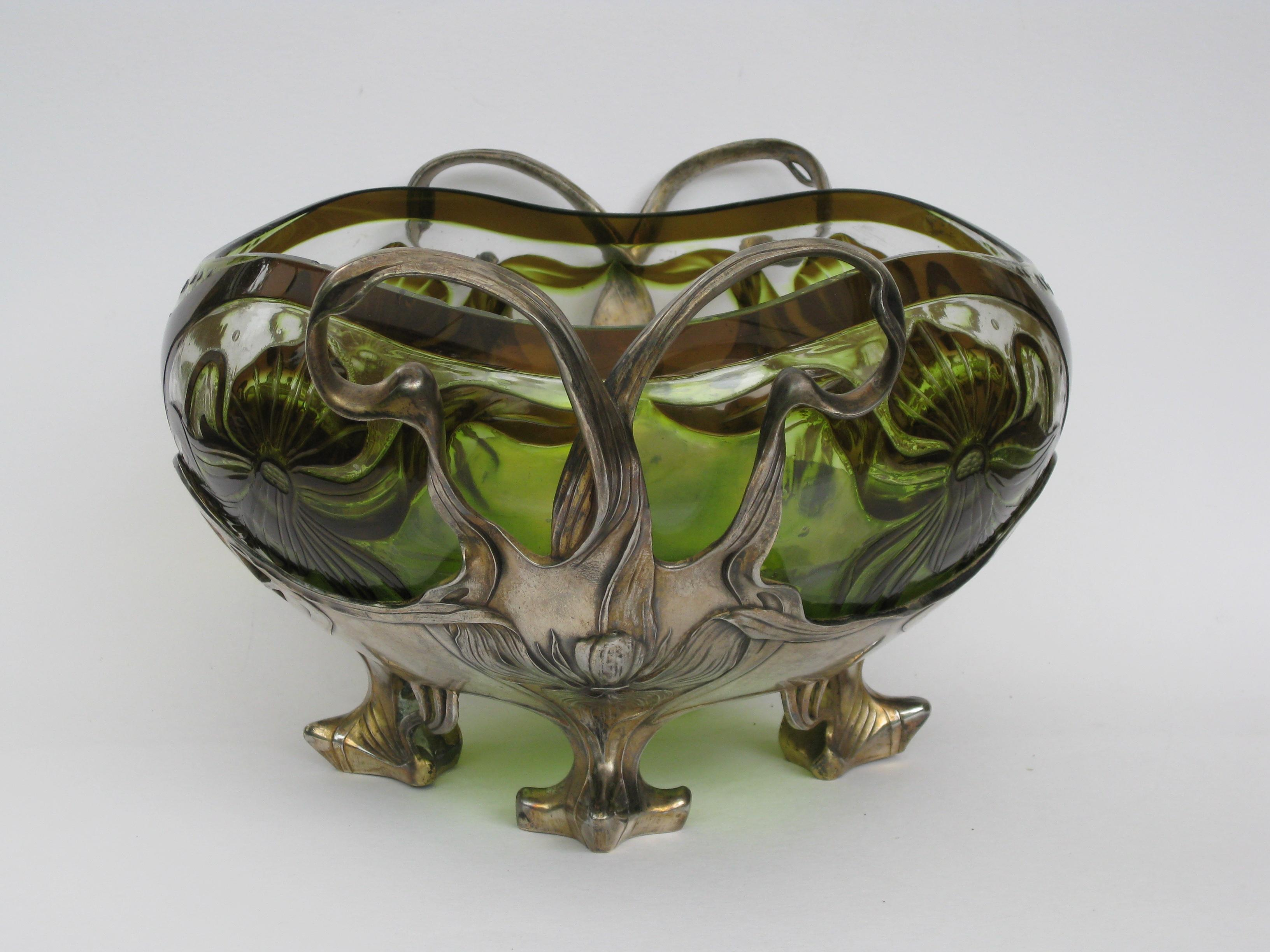
Orivit-Schale mit Glaseinsatz

Im Kreismuseum Zons werden Ausstellungen zur Angewandten Kunst und Kulturgeschichte gezeigt. Sammlungsschwerpunkt ist die weltweit größte zugängliche Zinnsammlung des Jugendstils. Die Sammlung setzt sich aus über 1600 Objekten unterschiedlichster Art zusammen und besitzt ihren Ursprung in der 1979 durch den Rhein-Kreis Neuss angekauften Privatsammlung Giorgio Silzer. Höhepunkte der Ausstellung sind auf der Weltausstellung Paris 1900 gezeigte Orivit-Objekte, wie beispielsweise eine 77 cm hohe Vase, verschiedene Exponate von Kayserzinn sowie weiteren internationalen Firmen. Der Verein der Freunde und Förderer e. V. unterstützt das Museum im Rahmen von Neuankäufen zur Sammlungserweiterung.
Ein weiterer Sammlungsschwerpunkt liegt im Bereich Textildesign. Insbesondere die textilen Wandbehänge des Künstlers Helmut Hahn geben Einblicke in die Textilkunst und ihre Ausprägungen. Hahn vermachte dem Museum im Jahr 1989 eine Sammlung von ca. 1000 Objekten verschiedenster Art. Neben Zeichnungen, Gemälden, Assemblagen, Collagen, Objektkästen sowie Perlbildern bilden vor allem die textilen Wandbehänge den Sammlungskern. Der Künstler konzipierte für das Museum und die sich auf dem Gelände befindliche Nordhalle eigens ein Konzept zur Hängung seiner eigenen Arbeiten.
Weitere Sammlungen des Museums sind die Sammlung Lappe, Vergoldewerkzeuge für den Buchdruck, die Sammlung Vater-Dobberstein mit Jugendstil-Fliesen und Möbelstücken sowie Ostereier und Gemälde. Im Obergeschoss des Neubaus zeigt das Museum Zons eine kleine archäologische Ausstellung zur Geschichte der Burganlage Friedestrom. Dort befinden sich auch zwei Marienstatuen aus dem 14. Jahrhundert, die unter Denkmalschutz stehen.

## Sonderausstellungen und Veranstaltungen
Das Museum Zons zeigt jährlich ca. vier bis fünf thematisch wechselnde Sonderausstellungen, von denen einige in bestimmten Rhythmen wiederkehren. Die Europäische Quilt-Triennale, welche durch das Kurpfälzische Museum der Stadt Heidelberg im Bereich Textilsammlung Max Berk ausgerufen wird, findet alle drei Jahre in Zons statt. Auch die Silbertriennale kommt im Abstand von sechs Jahren nach Zons, immer abwechselnd mit dem Deutschen Klingenmuseum Solingen. Weitere Ausstellungen zur Angewandten Kunst und Kulturgeschichte arbeiten moderne ebenso wie altbewährte Themen auf, wie Japanische Katagami-Kunst, Gürtelschnallen, nordisches Porzellan, Jugendstil oder Scherenschnitte.
Neben einem umfangreichen Rahmenprogramm führt das Museum mehrere Großveranstaltungen pro Jahr durch. Bereits seit 1980 findet alljährlich am 3. Adventswochenende der Adventsmarkt im Museum statt, welcher unter dem Motto „Handwerker bei der Arbeit“ steht. Am Osterwochenende veranstaltet das Museum einen Ostereiermarkt, und alle zwei Jahre treffen sich Drehorgler zum Internationalen Drehorgelfest an Pfingsten.